# 台灣寬尾鳳蝶

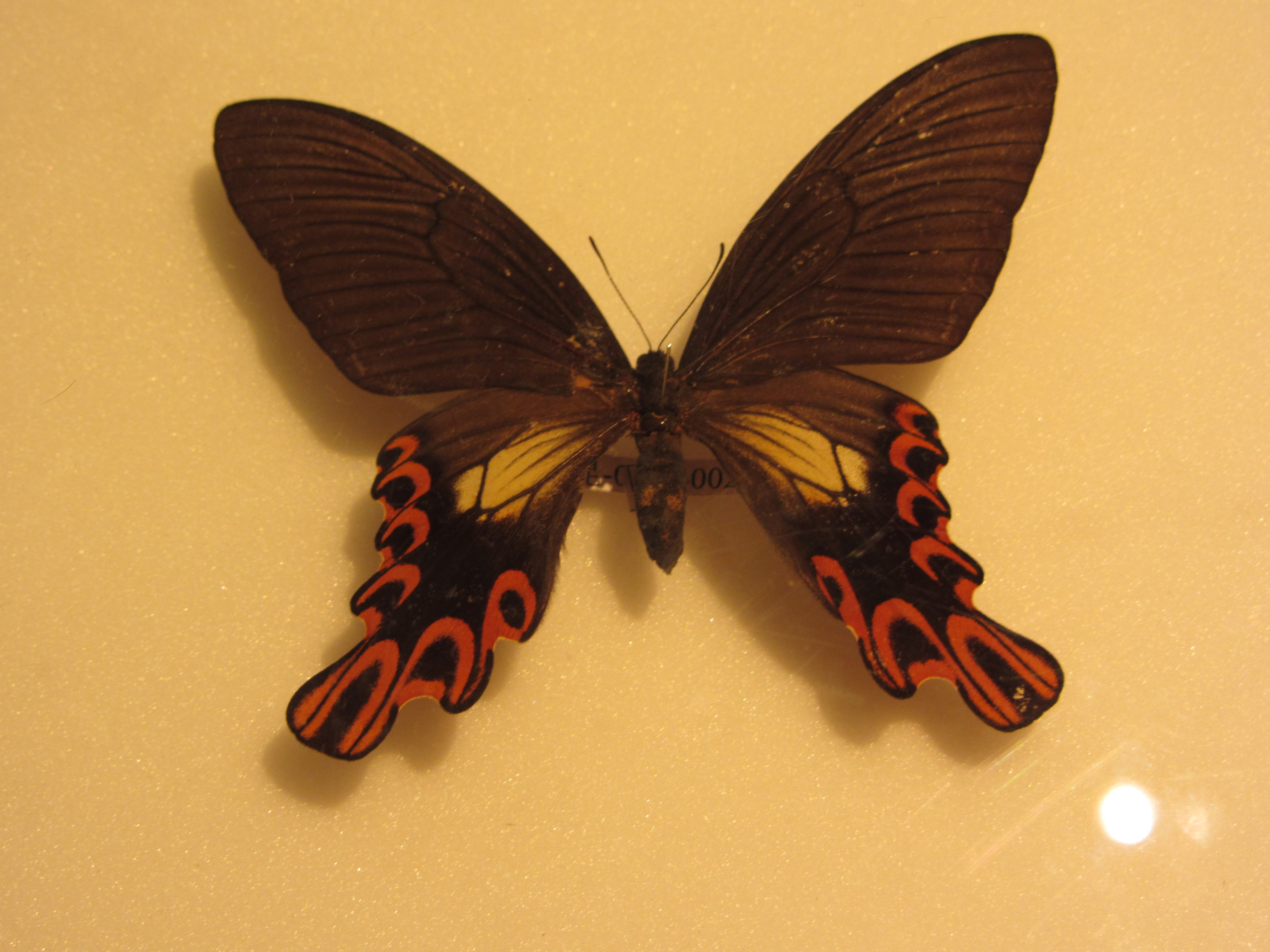
台灣寬尾鳳蝶標本

台灣寬尾鳳蝶（學名：Papilio (Pterourus），又名寬尾鳳蝶、闊尾鳳蝶、大燕尾蝶，亦有八百圓蝶、夢幻之蝶等外號，為鳳蝶科鳳蝶屬寬尾鳳蝶亞屬的一種大型鳳蝶，是台灣特有的珍稀保育類蝴蝶，依行政院農委會野生動物保育法公告的保育類野生動物名錄中，台灣寬尾鳳蝶名列第一級瀕臨絕種野生動物，目前主要分布地區是新竹縣與苗栗縣交界的觀霧與宜蘭縣太平山、明池一帶。

## 發現及命名

### 初次發現
在台灣寬尾鳳蝶於1930年代被發表以前，昆蟲學家普遍認為寬尾鳳蝶屬可能是中國大陸的特有類群。直到1932年7月中旬，宜蘭農林學校（今國立宜蘭大學）的日本籍教師鈴木利一帶學生至台北州羅東郡蘭陽溪畔的烏帽山（位於今宜蘭縣大同鄉寒溪村與南澳鄉金岳村交界）演習林採集時，與兩位學生（姓名不詳）共同捕獲一隻未曾記錄過的大型鳳蝶。這隻鳳蝶被鑑定為寬尾鳳蝶屬 Pterouruschilasa 的物種，引起當時台北帝國大學（今國立台灣大學）教授素木得一的興趣。素木初次見到鈴木採集的標本時大感驚訝，表示台灣居然也有過去只被認為在東亞只有在長江流域有分布的寬尾鳳蝶屬蝶種。

### 命名經過
1933年5月，素木得一帶著他的助手中條道夫前往該地點，歷經數天辛苦等候，在5月19日終於採集到第二隻台灣寬尾鳳蝶，由於這次採集的旅費多達800日圓（當時相當於192美元），因此寬尾鳳蝶也被戲稱為「八百圓蝶」。一年後，素木與昆蟲學家楚南仁博將台灣寬尾鳳蝶以新物種的地位發表，並將學名定為 ，其中種小名 maraho 源於當地原住民泰雅族語言中的 ，本意為「令人尊敬的、有智慧的人」，素木和楚南則解釋為「頭目」，以彰顯此物種在蝴蝶研究界的地位。1935年，素木將台灣寬尾鳳蝶加入他所提出之日本天然紀念物報告中，並獲得主管機關採納，所以台灣寬尾鳳蝶也是第一個被列入天然紀念物名單中的台灣蝴蝶。1936年，生物學家松村松年指出寬尾鳳蝶的後翅尾突有兩條翅脈通過，形成寬大的尾突，這個獨特的特徵使寬尾鳳蝶應該自成新屬，松村將之命名為寬尾鳳蝶屬（Agehana），這個學名組合長期被後來的研究者和出版品採用。而於「臺灣蝶類誌第一卷鳳蝶科」的分類中與相關研究，建議將其視為鳳蝶屬Papilio的一個亞屬。
自1932年初次發現到1936年為止，台灣寬尾鳳蝶也只共有3雄2雌個體之記載，因此自那時起就被視為稀世珍種，日本蝶類採集學家甚至稱之為「夢幻之蝶」（幻之蝶）。
日治時期結束後，由於新發現的棲息地增加，以及觀察和採集紀錄的增加，使一般大眾對於寬尾鳳蝶數量的稀有性與型態的特殊性多有了解，也使寬尾鳳蝶開始有了「國蝶」的稱號。

## 觀察及研究

### 寄主植物
台灣寬尾鳳蝶在日本人首次發現以後，雖然對其研究有了部分進展，但學術界對於其幼蟲生活史以及其與寄主植物的關係了解仍非常有限。
一直到任職於宜蘭順安國小的廖有麟先生，於1966年8月在宜蘭太平山上的樟科（學名：Lauraceae）植物臺灣檫樹（學名：Sassafras randaiense）葉片發現台灣寬尾鳳蝶的終齡幼蟲，帶回飼養3天後觀察到其化蛹，隔年羽化成蝶的過程，這是首次有人觀察到台灣寬尾鳳蝶生活史之紀錄，同時也是第一次觀察到與寄主植物之間的關係，並開啟了台灣寬尾鳳蝶生物學與食性研究。
後來廖有麟並與同校另一位教師張士珍，經過十餘年的觀察與研究，集結相關習性、生態，建立起其，爾後給予其他相關研究提供了完善的資料。
除此之外，台灣寬尾鳳蝶的生態調查與保育工作由雪霸國家公園與農委會林務局負責，並委託生物學家經進行生態調查，歷經數年的觀察研究，成果豐碩，但至今仍有部分其生活史與習性仍待釐清，例如一年羽化次數，目前有一年一世代、一年兩世代或是一年世代不固定的爭論，以及寄主植物是否能以其他植物替代等，未來需進一步研究。

### 標本採集
台灣寬尾鳳蝶以其臺灣國蝶的美名，美麗的型態與極其稀有的特色，就算過去標本所費不貲，仍吸引無數中外昆蟲學家以及業餘收藏家的喜愛，一位於四十年前曾參與蝴蝶工業的原住民表示，當時辛苦尋找一天，也只能發現一隻，這表示寬尾鳳蝶的數量與族群密度從鈴木利一發現時起就一直維持在數量不多的情況，故能在蝴蝶標本市場中保持高價位不墜很長一段時間，但隨著蝴蝶工業的沒落、日本收藏市場的萎縮、野生動物保育法的設立，使寬尾鳳蝶遭獵捕的壓力也大為減少，但至今仍偶有盜獵情況。
台灣寬尾鳳蝶的價值並非只是美麗和稀有，由於寬尾鳳蝶與臺灣檫樹都同是冰河孓遺物種，所以這兩者在學術研究上具有極高的價值。

### 與其他寬尾鳳蝶之比較

#### 外觀
目前全世界寬尾鳳蝶亞屬下僅有2物種，一種為台灣特有且瀕危的台灣寬尾鳳蝶（學名：Papilio (Pterourus），另一種為廣泛分布於中國大陸南方的中華寬尾鳳蝶（黑色型）（學名：Agehana elwesi elwesi）及白斑型（學名：Agehana elwesi cavalerei），在外型上，台灣寬尾鳳蝶與中華寬尾鳳蝶最大不同是後翅外緣紅色弦月紋相鄰距離較短，另外台灣寬尾鳳蝶與白斑型中華寬尾鳳蝶後翅中室都具有白色斑紋，黑色型中華寬尾鳳蝶則沒有。2009年，林務局與台大實驗林管處吳立偉博士、師大生科系教授徐堉峰，與中山大學生科系教授顏聖紘相關研究團隊發表台灣寬尾鳳蝶的粒線體DNA序列研究，確認了台灣寬尾鳳蝶與中華寬尾鳳蝶有明顯之遺傳區別，並認為台灣寬尾鳳蝶應是在1800萬年前（新生代中新世早期），由北美洲經由白令海地峽來到亞洲。

#### 食性
台灣寬尾鳳蝶食性單一，到目前為止僅發現一種寄主植物（臺灣檫樹）。
但另一種寬尾鳳蝶屬近親中華寬尾鳳蝶食性卻多樣化，除了樟科的檫樹以外，尚有木蘭科（學名：Magnoliaceae）植物：
- 白玉蘭（學名：Magnolia denudata）
- 木蘭
- 黃山木蘭（學名：Magnolia cylindrica）
- 馬掛木（學名：Liriodendron chinense）
- 厚朴
- 凹葉厚朴（學名：Magnolia biloba）
- 天女花（學名：Magnolia sieboldii）
- 深山含笑（學名：Magnolia maudiae）等。[9]

## 分佈
目前全世界寬尾鳳蝶屬的分佈地僅侷限於東亞地區，西起中國四川、貴州，東至台灣一帶。
在台灣分佈地北至宜蘭太平山、烏帽山、新北市三峽，東至花蓮玉里、富源一帶，往南以高雄藤枝為其分布南限，垂直分佈於海拔1000－2000公尺間。

## 譜系關係
台大實驗林管處吳立偉博士、師大生科系教授徐堉峰，與中山大學生科系教授顏聖紘相關研究團隊，研究台灣寬尾鳳蝶的基因鹼基序列，與其他鳳蝶現存物種比較，發現被認為是東亞特有的「寬尾鳳蝶屬」，其實應為「美洲鳳蝶亞屬（Pterourus）」的同物異名；同時根據譜系發育分析與基因序列定年，可推論寬尾鳳蝶屬係於1800萬年前的新生代中新世早期，由北美洲經由白令海地峽遷徙至東亞地區，後來因氣候暖化，冰河消退、陸橋消失，使得寬尾鳳蝶屬與其他北美洲近緣物種斷絕往來，呈現「美洲-東亞隔離」之分布。寬尾鳳蝶的此項基因特徵顯示，在漸新世至中新世的冰河時期，東亞與北美洲之間的生物洲際播遷是相當頻繁的現象。

## 特徵及習性

### 卵型態
寬尾鳳蝶雌蝶剛產下的卵為翠綠色，隨著受精卵成熟，顏色會逐漸變黃、變深，最後孵化成幼蟲。卵的外觀呈圓球形，表面光滑，底部扁平，中央有一個不明顯的精孔，卵高約1.15毫米，直徑約為1.65毫米，因此台灣寬尾鳳蝶的卵比另一種台灣鳳蝶——青鳳蝶的卵為大，過去曾有部分書籍或文獻中將台灣青鳳蝶卵圖片誤植為台灣寬尾鳳蝶的卵，

### 幼蟲型態

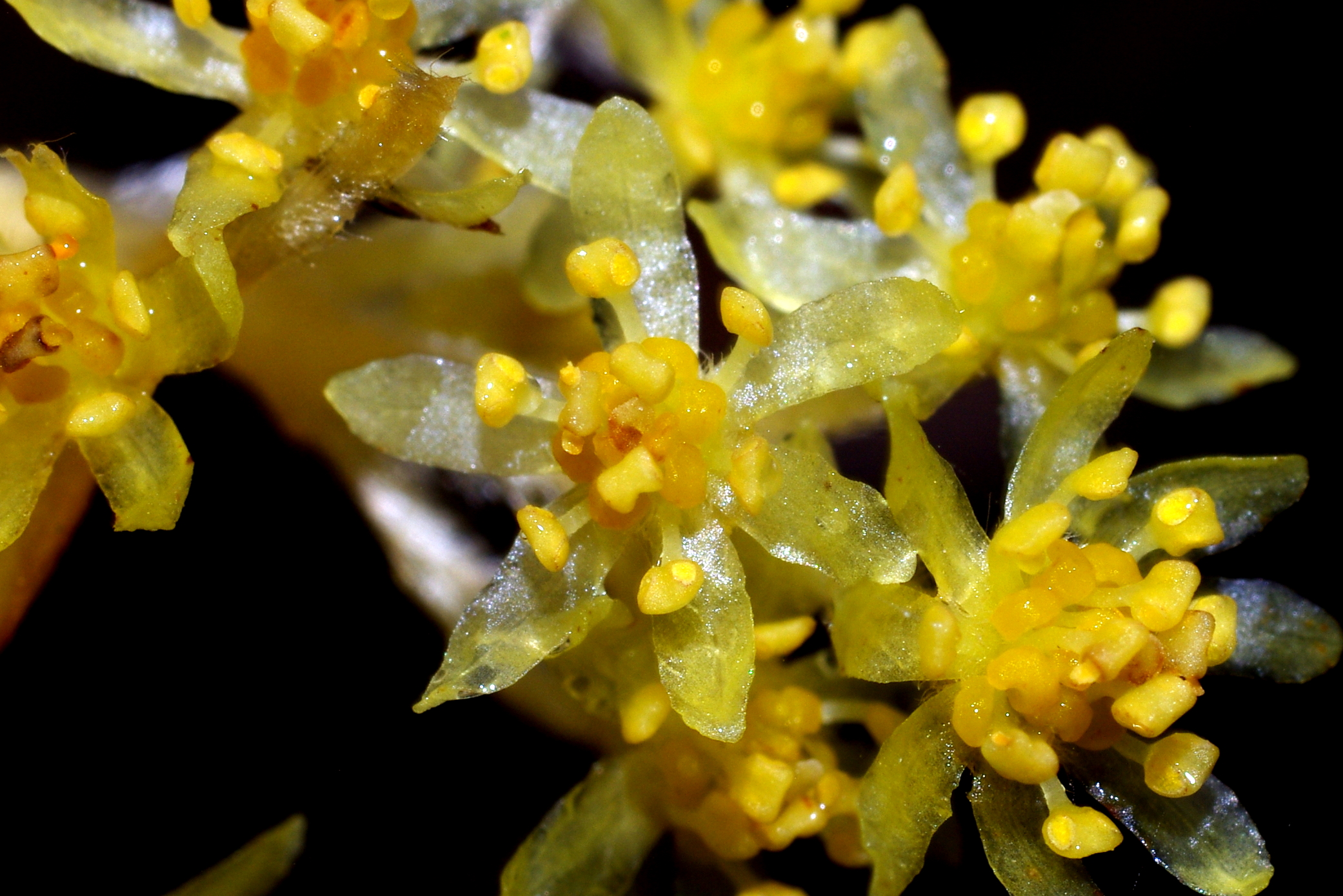
台灣檫樹

幼蟲以台灣檫樹葉片為食，食性單一，剛破殼時，會以蛋殼為食物來補充體力，幼蟲共分為五齡，前四齡幼蟲外觀似鳥糞，一齡幼蟲體長0.3公分，頭部為俱光澤之黑褐色，身體左右有明顯刺狀物突出，胸部體色為黑色，腹部為深褐色，另外幼蟲胸部第三節氣門線與腹部一、二、三節氣門線到亞背線為止有斜白帶現象。二到四齡幼蟲體色漸淡，漸轉為污白色，且原身體左右刺狀物消失，終齡幼蟲體色為翠綠色，身長4.7公分，蟲體後胸左右各有一個巨大眠狀紋，其中間體為黑色並以淺咖啡色環繞，腹部兩側有一對環形紋，顏色會隨成長而加深，最後會轉為深紫色，終齡幼蟲化蛹前體色會變為灰白色。

### 蛹型態
蛹的顏色為褐色，蛹長平均為3.7公分，寬度平均為1.25公分。

### 成蟲外觀
寬尾鳳蝶成蟲展翅9.5－10公分，為大型鳳蝶；前翅底色為黑褐色，後翅中室及周邊有一片白色斑紋，外緣各有七個成排的紅色弦月紋；雌雄外型斑紋相同，但雌蝶體型較大；寬尾鳳蝶與其他鳳蝶最大的差異是尾狀突起特別寬大，內部由兩條紅色的第三、四翅脈貫穿，故因此得名。

### 生活史
| 齡數     | 卵 | 一齡 | 二齡 | 三齡 | 四齡 | 五齡 | 前蛹 |
| 平均天數 | 8  | 5    | 5.4  | 5.1  | 7.3  | 10   | 1.6  |

| 其他種類的鳳蝶如升天鳳蝶與寬青帶鳳蝶也有類似寬尾鳳蝶雄蝶的習性，早期的學者認為蝴蝶吸水目的是為了降低體溫，但最近的研究則研判吸水可補充礦物質。 |

## 復育及威脅

### 生存威脅
目前台灣寬尾鳳蝶在生存上遭遇到的威脅有：
| 掠食者   | 鳥類、蜥蜴、椿象、蜘蛛、獼猴   |
| 寄生天敵 | 姬蜂、繭蜂、寄生蠅             |
| 病菌感染 | 細菌、病毒性病原               |
| 人為影響 | 商業性採集、非法捕捉、開發濫墾 |
| 自然災害 | 颱風、豪大雨、環境或氣候變遷   |

### 復育計畫

#### 台灣檫樹復育
台灣檫樹是台灣寬尾鳳蝶幼蟲主要的寄主植物，所以寬尾鳳蝶的復育工作，應先以臺灣檫樹的復育為根本，但此樹種屬於陽性先驅樹種，常出現於擾動後之林分，如崩塌、砍伐或火燒跡地，因此台灣檫樹成林後多因其他樹種之入侵的演替過程，漸漸被取代而消失，變成以小面積群狀分佈或單株散生於林分中，少見純林留存，除此之外，臺灣檫樹為中海拔山區植物，在平地種植不易，因此不利於寬尾鳳蝶之移地試驗、復育工作。
目前寬尾鳳蝶復育方式為，於寬尾鳳蝶出沒地進行台灣檫樹幼苗栽植，透過人工育苗、嫁接方式，維持主要棲息地、復育區台灣檫樹的族群數量，並長期監測。

#### 人工復育
選定數個台灣寬尾鳳蝶棲地附近合適的干擾地，設置復育試驗中心、開放性試驗區，在試驗區內栽植寬尾鳳蝶食用植物以進行人工復育，雖然在人工復育的過程中，所得的生態資料可能與野外觀察有些許差異，但這是了解其基本生態資訊，最迅速而且資料最充分的研究方法，更可以人工方式測試其繁衍的最佳條件。
除此之外，在棲息地週遭遊憩區內，設置寬尾鳳蝶教育中心，則可以教育解說的方式，使大眾對於寬尾鳳蝶之生態重要性有所了解，有利於其生態保育相關工作乃至於其他物種保育工作的推行。

#### 替代食用植物研究
除了台灣檫樹以外，目前也正研究木蘭科白玉蘭葉片在復育時做為幼蟲食物替代來源之可行性。
據台師大生命科學系徐堉峰教授之研究，曾以白玉蘭作為一隻寬尾鳳蝶幼蟲之飼料，最終該隻幼蟲順利成長、化蛹並羽化，因此推測白玉蘭可能有作為寬尾鳳蝶之緊急替代性實用來源的潛力。

#### 保護區劃設
行政院農委會於2000年10月19日於新竹林區管理處轄下林班地、雪霸國家公園之園區內，劃設了台灣寬尾鳳蝶保護區，公告名稱為「觀霧寬尾鳳蝶野生動物重要棲息環境」，園區面積23.5公頃，設立目的是維護其寄主植物台灣檫樹的棲息環境，以利台灣寬尾鳳蝶的物種保存。

#### 法規保護
農委會於民國78年至90年之間（1989年－2001年），曾將台灣寬尾鳳蝶依文化資產保存法公告為二十三種台灣珍貴稀有動物之一，民國97年後依野生動物保育法第4條的公告修正案，將台灣寬尾鳳蝶置於保育類野生動物名錄中，名列第一級瀕臨絕種野生動物，依法不得有隨意捕捉、騷擾、飼養、繁殖、買賣等行為。

## 擴展閱讀
- 維基物種上的相關：台灣寬尾鳳蝶